# Calotriton
Calotriton es un género de tritones de la familia Salamandridae. Son nativos de los Pirineos y Prepirineo, encontrándose en Andorra, España y Francia.

## Especies
Se conocen las siguientes:
- Calotriton arnoldi Carranza & Amat, 2005 - Tritón del Montseny
- Calotriton asper (Dugès, 1852) - Tritón pirenaico

## Publicación original
- Gray, 1858 : Proposal to separate the family of Salamandridae, Gray, into two familes, according to the form of the skull. Proceedings of the Zoological Society of London, vol. 1858,  p. 136-144 (texto íntegro).